# Татула
Татула (лат. Datura stramonium) је једногодишња биљка из фамилије помоћница (Solanaceae), позната по широком спектру дејства на људски организам. Садржи атропин, хиосцијамин и скополамин, који делују као делиријанти, или антихолинергици. Татула је, усред предозирања, узрочник смрти уживаоца њене дроге.

## Карактеристике биљке
Стабло јој је усправно, има јајасте листове који су са лица тамнозелени, а са наличја светлији. Цветови су појединачни и имају непријатан мирис. Круница је бела или љубичаста, срасла, дужине од 5 cm до 10 cm. Чашица је такође срасла и има 5 режњева. Прашника има 5, док се гинецеум састоји из две срасле карпеле.

## Станиште и распрострањеност
Пореклом је из Северне Америке. Расте на запуштеним местима, буњиштима, поред путева и ограда, око насеља, али и у баштама, њивама, виноградима...

## Употреба
Без обзира на то што је цела биљка отровна, лист татуле се користи у препаратима против астме. Семе ове биљке има јако наркотичко, аналгетичко и халуциногено дејство, па се у медицини употребљава код многих обољења.
- цвет татуле
- цвет татуле
- плод татуле